# Floored
 (octobre 2019).
Si vous disposez d'ouvrages ou d'articles de référence ou si vous connaissez des sites web de qualité traitant du thème abordé ici, merci de compléter l'article en donnant les références utiles à sa vérifiabilité et en les liant à la section « Notes et références ».
Albums de Sugar Ray
Lemonade and Brownies 14:59
Floored est le deuxième album de Sugar Ray sorti le 24 juin 1997 chez Atlantic Records.

## Liste des titres
1. "RPM" – 3:20
2. "Breathe" – 3:25
3. "Anyone" – 3:29
4. "Fly" (avec Super Cat) – 4:52
5. "Speed Home California" – 2:41
6. "High Anxiety" – 3:31
7. "Tap, Twist, Snap" – 3:12
8. "American Pig" – 4:00
9. "Stand and Deliver" – 2:58 (reprise d'Adam Ant)
10. "Cash" – 1:35
11. "Invisible" – 3:08
12. "Right Direction" – 2:52
13. "Fly" – 4:02

Charts: double platinum (RIAA)